# Плесешти (Валча)
Плесешти (рум. Plesești) насеље је у Румунији у округу Валча у општини Рошииле. Oпштина се налази на надморској висини од 313 m.

## Становништво
Према подацима из 2002. године у насељу је живело 141 становника, од којих су сви румунске националности.